# 郭玉 (东汉医学家)
郭玉（?—?），字通直，广汉郡新都县（今四川省成都市新都区）人，东汉针灸学家。
有个老人不知从何处来，常在涪水钓鱼，被称为涪翁。在民间乞食，见到有疾病的人，时下针石，就应时有效，著作《针经》、《诊脉法》传世。弟子程高，求学多年，涪翁教给了他。程高也隐迹不出仕。郭玉年轻时拜程高为师，为涪翁再传弟子。学方诊六微之技，阴阳隐侧之术。医术精湛，在针灸和切脉医术上尤为精到。汉和帝时郭玉为太医丞。诊脉即可辨别男女，治病多有效验。相传汉和帝曾令手腕漂亮的嬖臣与女子一男一女处在帷中，让郭玉各诊脉，郭玉立即判断出脉有男女，并非一人：“左阳右阴，脉有男女，状若异人。臣疑其故。”和帝叹服。
郭玉仁爱不骄傲，医德高尚，不攀权贵，不轻贫贱，必尽其心力诊治。对贫困百姓治病，尽心治疗，往往一针即癒，针到病除。而为达官贵人疗疾，效验就不甚准确。汉和帝令贵人穿了贫贱者的衣服变更住所，郭玉一针就治好了。汉和帝召问郭玉。郭玉回答：“医的意思是用心意。皮肤肌肉和它们的纹理都很小，随气运使用巧术，针灸的时候，一丝一毫的差异就会有不同的结果。意念在心手之间，只可意会不可言传。贵族处于高位临臣，臣以恐惧的心情接待。贵人疗疾有“四难”，贵族疾病不易治愈的原因，是由于他们不听医嘱，自作主张；养尊处优，好逸恶劳；不知调养身体，筋骨柔弱，不能使药；自身摄生不谨慎等。针灸有分寸，时间有破漏，加上有恐惧之心，小心诊断，臣用心不能一心一意，对治病有什么好处！这就是他们不能治愈的原因。”汉和帝赞同他的回答。郭玉反对贵族迷信巫祝、追求长生不老的腐朽生活。年老在官任上去世。著有《经方颂说》。

## 延伸阅读
[在维基数据编辑]
 《後漢書/卷82下》，出自范晔《後漢書》
 《東觀漢記》